# Martinskirche (Steinheim an der Murr)

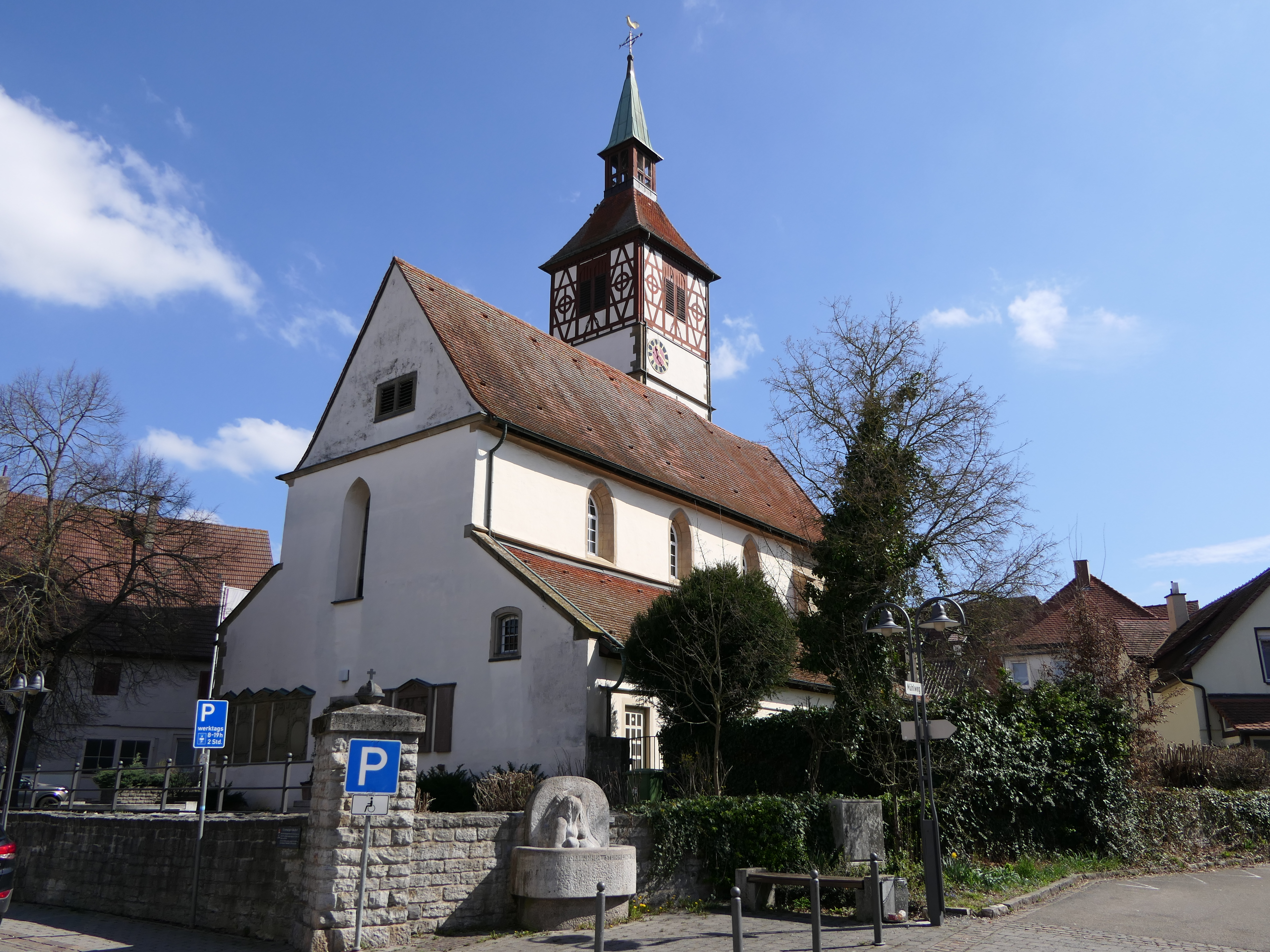
Martinskirche in Steinheim

Die Martinskirche ist die evangelische Pfarrkirche von Steinheim an der Murr, einer Gemeinde im Landkreis Ludwigsburg in Baden-Württemberg. Das Bauwerk ist beim Landesamt für Denkmalpflege Baden-Württemberg als Baudenkmal eingetragen. Die Kirchengemeinde gehört zum Kirchenbezirk Marbach der Evangelischen Landeskirche in Württemberg.

## Beschreibung
Die romanische Saalkirche besteht aus einem Langhaus, einem dreiseitig geschlossenen, von Strebepfeilern gestützten Chor im Osten, einem Chorflankenturm an dessen Nordwand, und einer vor 1485 errichteten Grabkapelle an der Südwand des Langhauses für die von Plieningen anstelle eines Seitenschiffes, die im 17. Jahrhundert nach Westen verlängert wurde. Im 18. Jahrhundert wurde die Kirche zur Basilika erweitert, nachdem dem Langhaus nach Norden ein weiteres Seitenschiff angefügt wurde. Der Chorflankenturm wurde 1654 mit einem Geschoss aus Holzfachwerk aufgestockt, das den Glockenstuhl für drei Kirchenglocken beherbergt, und mit einem Pyramidendach bedeckt, das von einer Laterne gekrönt ist.
Die Orgel wurde 1988 von Klaus Kopetzki gebaut.